# کامی
کامی (به ژاپنی: Kami 神) موضوع پرستش آیین شینتو است و در اصل لقبی است که از سر تجلیل برای ارواح باعظمت و مقدس به کار می‌رود و نوعی احساس تمجید برای فضایل و اقتدار و اعتبار آنها در پی می‌آورد. اوصاف رشد و نمو، حاصلخیزی و تولید مثل همواره در بین ذات‌ها و پدیده‌هایی که از روزگار قدیم به نام کامی خوانده شده‌اند، دیده می‌شود. پدیده‌های طبیعی از قبیل باد و توفان و موجودات طبیعی مانند خورشید، کوه‌ها، رودخانه‌ها، درختان، و صخره‌ها بعضی از حیوانات و ارواح نیاکان همچنین ارواح مقدس حافظ زمین، مشاغل و مهارت‌ها کامی به‌شمار می‌آیند.
از دید شینتو اگر جسمی یا حیوانی بتواند حس شگفتی را در انسان ایجاد کند این نشانهٔ آنست که یک کامی در خود دارد. این شی می‌تواند یک درخت، یک صخره یا یک کوه باشد. به باور ایشان در این دنیا هیچ نبوده و سپس اولین کامی به نام «آمه-نو-میناکانوشی» خودبه‌خود به‌وجود آمده‌است. او روح ستارهٔ شمالیست. او و دو کامیِ دیگر که به کامی‌های خلقت معروفند جهان و کامی‌های دیگری را به وجود آوردند که دو تا از آن کامی‌ها به نامهای «ایزاناگی» و «ایزانامی» مأمور شدند که با نیزه‌ای که به آنها داده شده بود سرزمین جدیدی را خلق کنند. به‌این‌ترتیب هشت جزیره به‌وجود آمد که همان جزایرِ ژاپن هستند.
در موارد بسیاری کامی‌هایی وجود دارند که آشکارا نمی‌توان آنها را از الوهیت‌ها ارواح آنیمیسم (جان‌باوری) و آنیماتیسم (جاندارپنداری) تشخیص داد لیکن در شینتوی جدید همهٔ کامی‌ها را در یک معنای مهذب، ارواحی با فضیلت و اقتدار معنوی تصور می‌کنند. امروزه نیز مفهوم کامی شامل ایدهٔ عدالت، نظم و لطف الهی است و متضمن این اصل است که کامی‌ها در تعاون با یکدیگر به نحوی هماهنگ عمل می‌کنند و از مشاهدهٔ هماهنگی و تعاون در این جهان مسرور می‌شوند. در آیین شینتو هیچ الوهیت مطلقی که خالق و فرمانروای همه باشد، وجود ندارد. عملکرد و فونکسیون خلاقهٔ عالم نیز از مجرای همکاری هماهنگ کامی‌ها در انجام مأموریت‌شان حاصل می‌شود. حتی کامی خورشید که سر منشأ ایجاد خاندان سلطنتی است و جهان را روشن می‌سازد و تقریباً برترین کامی آیین شینتویی است، از رأی و نظر کامی‌های دیگر مشورت می‌گیرد از آنها کمک می‌خواهد و در مواقعی هم در مقابل آنها کوتاه می‌آید.
مفهوم کامی جنبه‌ها و پیچیدگی‌های متعددی دارد که به‌طور کامل درک نمی‌شود. تنها در ایام اخیر بوده‌است که رهبران آیین شینتو تلاش کرده‌اند تا الهیات (کلام) واحدی در رابطه با کامی به وجود آوردند. بدین ترتیب به رغم توجه روزافزونی که نسبت به این موضوع ابراز می‌شود، هنوز هم مسائل و موضوعات متعددی وجود دارد که حتی بین خود طرفداران آیین شینتو به وضوح تبیین نشده‌است.
هر کامی خصوصیات، ظرفیت، و مأموریت خاص خود را دارد؛ به یک معنا هر کامی، در مقام بنیانگذار یا محافظ یک شی یا پدیدهٔ معین، پرستش می‌شود. مثلاً یک کامی مأمور توزیع آب است، کامی دیگر مأمور توزیع دارو و کامی سوم به مداوا و درمان اشتغال دارد. سپس کامی‌های نیاکان هستند که حامیان و محافظان یک گروه خاص هستند، یا کامی که قدرت محافظ یک سرزمین یا یک قبیله و عشیره است.